# Fritz Halmen
Fritz Halmen (właśc. Friedrich Halmen, ur. 2 kwietnia 1912 w Baznie, zm. 11 października 2002 w Monachium) – rumuński piłkarz ręczny. Uczestnik Igrzysk Olimpijskich w 1936 w Berlinie. Na igrzyskach zagrał we wszystkich meczach reprezentacji Rumunii.